# Let's Run PARK배
Let's Run PARK배 오픈토너먼트는 한국마사회가 주최하고 경향신문이 후원하며 한국기원이 주관하는 바둑 기전이며 프로와 아마추어가 모두 참가해 벌이는 토너먼트 기전이다. 통합 예선을 거친 52명과 전기시드 4명과 랭킹시드 6명, 후원사 시드 2명이 합류해 총 64강 토너먼트로 대회를 진행한다.

## 대회 규정
- 제한시간 각 1시간, 1분 초읽기 1회, 덤 6집반

## 역대 우승자
| 회수 | 연도 | 우승   | 준우승 |
| ---- | ---- | ------ | ------ |
| 1    | 2014 | 이세돌 | 강동윤 |
| 2    | 2015 | 신진서 | 김명훈 |